# Arménie aux Jeux paralympiques d'hiver de 2014
L’Arménie participe aux Jeux paralympiques d'hiver de 2014, à Sotchi, en Russie, du 7 au 16 mars 2014. Il s'agit de la cinquième participation de ce pays aux Jeux d'hiver, l'Arménie ayant été présente à tous les Jeux depuis ceux de Nagano en 1998.
Le pays est représenté par sa plus petite délégation à ce jour aux Jeux d'hiver : un seul athlète, Mher Avanesyan, skieur alpin amputé des deux bras, qui participe à ses cinquièmes Jeux d'hiver consécutifs (ayant également concouru aux épreuves de voile aux Jeux d'été de 2000 à Sydney),. L'Arménie n'a jamais remporté de médaille paralympique, d'hiver ni d'été.

## Par discipline

### Ski alpin
Pour ses cinquièmes Jeux d'hiver, Mher Avanesyan est cette fois l'unique représentant arménien. Il participe aux épreuves en catégorie debout. 